# Pantéthéine
La pantéthéine est l'analogue cystéamine amidé de l'acide pantothénique (vitamine B5). Son dimère, la pantéthine (en), est plus connu, et considéré comme une plus grande source en vitamine B5 que l'acide pantothénique. La pantéthéine (plus précisément la 4'-phosphopantéthéine) est un intermédiaire dans la production du coenzyme A dans le corps. 